# Ute Geweniger
Ute Geweniger (* 24. Februar 1964 in Karl-Marx-Stadt) ist eine ehemalige deutsche Schwimmsportlerin, die – für die DDR startend – von 1980 bis 1983 zur Weltspitze gehörte. Sie gewann insgesamt 16 Medaillen bei Olympischen Spielen, Welt- und Europameisterschaften, davon 13 goldene unter dem Einfluss von Dopingsubstanzen.

## Werdegang
Am erfolgreichsten war sie auf der Strecke 100 Meter Brust: Hier verbesserte sie sechsmal den Weltrekord, und sie gewann die Goldmedaille bei den Olympischen Spielen 1980 in Moskau. Ein zweiter Sieg bei diesen Spielen gelang ihr mit der 4-mal-100-Meter-Lagenstaffel der DDR.
Bei den Europameisterschaften 1981 in Split siegte sie fünfmal – über 100 Meter Brust (Weltrekord: 1:08,60 min) und 200 Meter Brust, 100 Meter Schmetterling, 200 Meter Lagen und mit der 4-mal-100-Meter-Lagenstaffel der DDR. Dafür wurde sie im gleichen Jahr zur DDR-Sportlerin des Jahres und von der Weltvereinigung der Sportjournalisten Association Internationale de la Presse Sportive (AIPS) zur Weltsportlerin des Jahres gewählt.

### Weitere Erfolge
- 1981 Weltrekord über 200 Meter Lagen: 2:11,73 Minuten (4. Juli 1981 in Berlin; der Weltrekord wurde erst 1992 von der Chinesin Li Lin verbessert)
- 1982 Weltmeisterschaften: Siegerin über 100 m Brust und mit der 4-mal-100-Meter-Lagenstaffel (mit Kristin Otto, Ines Geißler und Birgit Meineke); Zweite über 200 m Brust und 200 Meter Lagen

Ute Geweniger startete für den SC Karl-Marx-Stadt und trainierte bei Joachim Rother. Nach der Auflösung der DDR eröffnete sie einen Kosmetiksalon in ihrer Heimatstadt Chemnitz.

### DDR-Doping
Im Jahr 2005 bestätigte Geweniger, dass ihre Erfolge und Rekorde mit Hilfe von illegalen Doping, die unter staatlicher Aufsicht systematisch verabreicht wurden, zustande gekommen sind. Anders als zum Beispiel die 400-Meter-Lagen-Olympiasiegerin, Welt- und Europameisterin Petra Schneider, die ebenfalls ihr Dopingvergehen zugibt, ist sie gegen eine Zurücksetzung noch immer aktueller Rekorde aus dieser Zeit, da diese mit viel harter Arbeit verbunden seien. Geweniger wurde ihre Auszeichnung als "Welt-Schwimmerin des Jahres" durch das US-Magazin "Swimming World" aberkannt.

## Rekorde
| Deutsche Rekorde (1)    | Deutsche Rekorde (1) | Deutsche Rekorde (1) | Deutsche Rekorde (1) |
| ----------------------- | -------------------- | -------------------- | -------------------- |
| 200 m Lagen             | 02:11,73 min         | 4. Juli 1981         | Berlin               |
| (Stand: 1. August 2008) |                      |                      |                      |

## Ehrungen
- 1980 Vaterländischer Verdienstorden in Silber[3]
- 1984 Vaterländischer Verdienstorden in Gold[4]